# Coupe d'Espagne de cyclo-cross 2024
Navigation
2023 2025
La Coupe d'Espagne de cyclo-cross 2024 est la 9e édition de la Coupe d'Espagne de cyclo-cross. Elle est composée de 7 manches : la première à Gijón, le 6 octobre 2024, et la dernière à Xàtiva, le 14 décembre 2024.

## Hommes élites

### Résultats
| # | Date        | Lieu                                                   | Vainqueur     | Deuxième         | Troisième        | Leader du classement général |
| - | ----------- | ------------------------------------------------------ | ------------- | ---------------- | ---------------- | ---------------------------- |
| 1 | 6 octobre   | Gijón (XIV Trofeo Villa de Gijón)                      | Kevin Suárez  | Miguel Rodríguez | Raúl Mira        | Kevin Suárez                 |
| 2 | 13 octobre  | Marín (Ciclocross Internacional Xaxancx)               | Kevin Suárez  | Miguel Rodríguez | Mario Junquera   | Kevin Suárez                 |
| 3 | 26 octobre  | Les Franqueses (Gran Premi Les Franqueses-KH7)         | Jofre Cullell | Damien Beton     | Gonzalo Inguanzo | Kevin Suárez                 |
| 4 | 10 novembre | Karrantza (XXXI Cyclo-cros Internacional de Karrantza) | Kevin Suárez  | Miguel Rodríguez | Mario Junquera   | Kevin Suárez                 |
| 5 | 16 novembre | Tarancón (Ciclocros Internacional Ciudad De Tarancón)  | Kevin Suárez  | Miguel Rodríguez | Mario Junquera   | Kevin Suárez                 |
| 6 | 17 novembre | Alcobendas (Ciclocross ciudad de Alcobendas Enbici)    | Kevin Suárez  | Raúl Mira        | Gonzalo Inguanzo | Kevin Suárez                 |
| 7 | 14 décembre | Xàtiva (Ciclo-cross Ciudad de Xàtiva)                  | Kevin Suárez  | Léo Bisiaux      | Miguel Rodríguez | Kevin Suárez                 |

### Classement
|   | Coureur          | Points |
| - | ---------------- | ------ |
| 1 | Kevin Suárez     | 150    |
| 2 | Raúl Mira        | 99     |
| 3 | Miguel Rodríguez | 96     |
| 4 | Gonzalo Inguanzo | 84     |
| 5 | Mario Junquera   | 76     |

## Femmes élites

### Résultats
| # | Date        | Lieu                                                   | Vainqueur         | Deuxième          | Troisième           | Leader du classement général |
| - | ----------- | ------------------------------------------------------ | ----------------- | ----------------- | ------------------- | ---------------------------- |
| 1 | 6 octobre   | Gijón (XIV Trofeo Villa de Gijón)                      | Laura Verdonschot | Lucía González    | Sofia Rodríguez     | Laura Verdonschot            |
| 2 | 13 octobre  | Marín (Ciclocross Internacional Xaxancx)               | Laura Verdonschot | Lucía González    | Sofia Rodríguez     | Laura Verdonschot            |
| 3 | 26 octobre  | Les Franqueses (Gran Premi Les Franqueses-KH7)         | Alexandra Valade  | Zuzanna Krzystała | Marta Cano          | Laura Verdonschot            |
| 4 | 10 novembre | Karrantza (XXXI Cyclo-cros Internacional de Karrantza) | Lucía González    | Sofia Rodríguez   | Sara Cueto          | Lucía González               |
| 5 | 16 novembre | Tarancón (Ciclocros Internacional Ciudad De Tarancón)  | Lucía González    | Sofia Rodríguez   | Marlène Petitgirard | Lucía González               |
| 6 | 17 novembre | Alcobendas (Ciclocross ciudad de Alcobendas Enbici)    | Lucía González    | Sofia Rodríguez   | Sara Cueto          | Lucía González               |
| 7 | 14 décembre | Xàtiva (Ciclo-cross Ciudad de Xàtiva)                  | Sofia Rodríguez   | Lucía González    | Léa Stern           | Lucía González               |

### Classement
|   | Coureuse         | Points |
| - | ---------------- | ------ |
| 1 | Lucía González   | 135    |
| 2 | Sofia Rodríguez  | 117    |
| 3 | Sara Cueto       | 70     |
| 4 | Alexandra Valade | 69     |
| 5 | Lucia Gomez      | 59     |

## Hommes juniors

### Résultats
| # | Date        | Lieu                                                   | Vainqueur        | Deuxième           | Troisième        | Leader du classement général |
| - | ----------- | ------------------------------------------------------ | ---------------- | ------------------ | ---------------- | ---------------------------- |
| 1 | 6 octobre   | Gijón (XIV Trofeo Villa de Gijón)                      | Benjamín Noval   | Naud De Clercq     | Martín Fernández | Benjamín Noval               |
| 2 | 13 octobre  | Marín (Ciclocross Internacional Xaxancx)               | Benjamín Noval   | Sergio Gámez       | Naud De Clercq   | Benjamín Noval               |
| 3 | 26 octobre  | Les Franqueses (Gran Premi Les Franqueses-KH7)         | Baptiste Carrère | Krzysztof Gdula    | Roc Cubí         | Benjamín Noval               |
| 4 | 10 novembre | Karrantza (XXXI Cyclo-cros Internacional de Karrantza) | Benjamín Noval   | Raul Puelles       | Aner Irizar      | Benjamín Noval               |
| 5 | 16 novembre | Tarancón (Ciclocros Internacional Ciudad De Tarancón)  | Benjamín Noval   | Martín Fernández   | Johan Blanc      | Benjamín Noval               |
| 6 | 17 novembre | Alcobendas (Ciclocross ciudad de Alcobendas Enbici)    | Benjamín Noval   | Sergio Gámez       | Martín Fernández | Benjamín Noval               |
| 7 | 14 décembre | Xàtiva (Ciclo-cross Ciudad de Xàtiva)                  | Martín Fernández | Seff Van Kerckhove | Oscar Orts       | Benjamín Noval               |

### Classement
|   | Coureur          | Points |
| - | ---------------- | ------ |
| 1 | Benjamín Noval   | 125    |
| 2 | Martín Fernández | 100    |
| 3 | Sergio Gámez     | 80     |
| 4 | Martí Martínez   | 66     |
| 5 | Samuel Castiello | 57     |

## Femmes juniors

### Résultats
| # | Date        | Lieu                                                   | Vainqueur        | Deuxième          | Troisième        | Leader du classement général |
| - | ----------- | ------------------------------------------------------ | ---------------- | ----------------- | ---------------- | ---------------------------- |
| 1 | 6 octobre   | Gijón (XIV Trofeo Villa de Gijón)                      | Lison Desprez    | Lidia Castro      | Laly Pichon      | Lison Desprez                |
| 2 | 13 octobre  | Marín (Ciclocross Internacional Xaxancx)               | Lorena Patiño    | Lidia Castro      | Aitana Gutiérrez | Lidia Castro                 |
| 3 | 26 octobre  | Les Franqueses (Gran Premi Les Franqueses-KH7)         | Laly Pichon      | Penélope Aguillon | Lidia Castro     | Lidia Castro                 |
| 4 | 10 novembre | Karrantza (XXXI Cyclo-cros Internacional de Karrantza) | Maier Olano      | Ana López         | Nahia Garcia     | Lidia Castro                 |
| 5 | 16 novembre | Tarancón (Ciclocros Internacional Ciudad De Tarancón)  | Ana López        | Maier Olano       | Aitana Gutiérrez | Ana López                    |
| 6 | 17 novembre | Alcobendas (Ciclocross ciudad de Alcobendas Enbici)    | Mirari Gotxi     | Irene García      | Maier Olano      | Ana López                    |
| 7 | 14 décembre | Xàtiva (Ciclo-cross Ciudad de Xàtiva)                  | Aitana Gutiérrez | Maier Olano       | Lorena Patiño    | Maier Olano                  |

### Classement
|   | Coureuse         | Points |
| - | ---------------- | ------ |
| 1 | Maier Olano      | 105    |
| 2 | Ana López        | 98     |
| 3 | Aitana Gutiérrez | 86     |
| 4 | Mirari Gotxi     | 76     |
| 5 | Lidia Castro     | 66     |